# Stanisław Ehrlich
Stanisław Ehrlich (ur. 27 października 1907 w Przemyślu, zm. 2 października 1997 w Warszawie) – polski prawnik, profesor nauk prawnych, nauczyciel akademicki, teoretyk państwa i prawa, profesor zwyczajny Wydziału Prawa i Administracji Uniwersytetu Warszawskiego.

## Życiorys

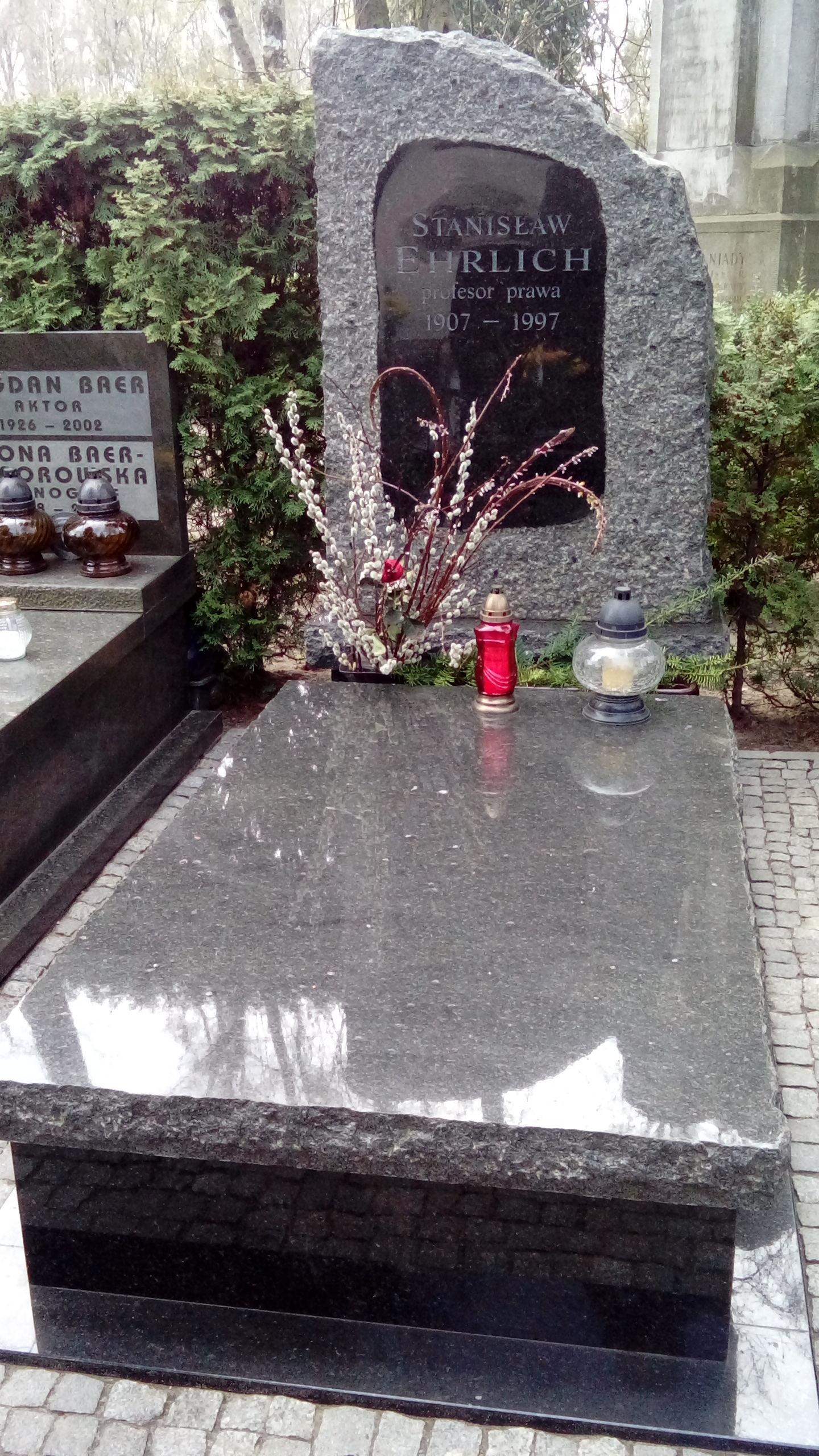
Grób Ehrlicha na cmentarzu Wojskowym na Powązkach (2016)

Pochodził z żydowskiej, spolonizowanej rodziny o poglądach lewicowych. Był synem adwokata Salomona Ehrlicha (1865–1919) i Klary z domu Ehrlich (1869–1942). Jego dziadek był właścicielem Domu Bankowego Jakub Ehrlich przy pl. Na Bramie w Przemyślu i uczestnikiem pierwszego zjazdu syjonistów w Bazylei. Początkowe nauki pobierał w domu. W roku szkolnym 1916/1917 został zapisany do Szkoły Ludowej Czteroklasowej, w której ukończył klasę IV. Przez następne osiem lat uczęszczał do Państwowego Gimnazjum II im. prof. K. Morawskiego, w którym w 1925 zdał maturę. W 1925 rozpoczął studia na Wydziale Prawa Uniwersytetu Jana Kazimierza we Lwowie, które w latach 1926–1929 kontynuował na Uniwersytecie Jagiellońskim w Krakowie. Równolegle studiował w Wyższej Szkole Nauk Politycznych, którą ukończył w 1929. W 1930 uzyskał stopień naukowy doktora prawa na Uniwersytecie Jagiellońskim na podstawie rozprawy Stanowisko prawne cudzoziemców we Francji. Przed wojną pracował w Prokuratorii Generalnej.
Po wybuchu II wojny światowej schronił się przed Niemcami w okupowanym przez ZSRR Lwowie. Od czerwca 1940 do czerwca 1941 docent prawa cywilnego Państwowego Uniwersytetu Lwowskiego im. Iwana Franki we Lwowie. W latach 1943–1945 brał udział w działaniach bojowych jako oficer 3 Brygady Artylerii Haubic. Osiągnął stopień majora. W 1944 należał do korpusu oficerów polityczno-wychowawczych 1. Dywizji Piechoty im. Tadeusza Kościuszki. Był zastępcą dowódcy brygady do spraw politycznych. 
Bezpośrednio po wojnie pracownik Uniwersytetu Łódzkiego, a następnie, od 1948, pracownik naukowo-dydaktyczny Uniwersytetu Warszawskiego. Stał na czele Komitetu Uczelnianego PZPR na Uniwersytecie Warszawskim w 1950 roku. Profesor nadzwyczajny UW od 1951 r., profesor zwyczajny od 1958 r. Kierował Katedrą Teorii Państwa i Prawa oraz istniejącą przez pewien czas Katedrą Prawa Radzieckiego. Był założycielem i wieloletnim redaktorem naczelnym miesięcznika „Państwo i Prawo”.
Początkowo marksista, stopniowo odchodził od dogmatycznego podejścia do nauki prawa. Był zwolennikiem interdyscyplinarności w badaniach zjawisk społecznych. Od lat sześćdziesiątych koncentrował się na badaniach pluralizmu.
Na przełomie lat 60. i 70. prowadził na Wydziale Prawa UW seminarium doktoranckie, w którym uczestniczyli m.in. Jarosław Kaczyński, Piotr Winczorek, Wojciech Sadurski, Maciej Łętowski, Marek Ostrowski i Bogusław Wołoszański. Wypromował wielu doktorów, w tym Jarosława Kaczyńskiego.
23 sierpnia 1980 roku dołączył do apelu 64 uczonych, pisarzy i publicystów do władz komunistycznych o podjęcie dialogu ze strajkującymi robotnikami.
Zmarł w Warszawie, pochowany na cmentarzu Wojskowym na Powązkach (kwatera A3 tuje-3-9).

## Wybrane publikacje
- Zagadnienia praworządności (1945)
- Ustrój Związku Radzieckiego, t. I–II, Warszawa 1954–1956,
- Praworządność – Sejm (1956)
- „Grupy nacisku” w społecznej strukturze kapitalizmu (1962)
- Studia z teorii prawa (red., 1966)
- Władza i interesy: studium struktury politycznej kapitalizmu (1967)
- Wstęp do nauki o państwie i prawie (1970)
- Oblicza pluralizmów (1980)
- O polityczno-prawnych uwarunkowaniach procesów społeczno-gospodarczych (1980)
- Dynamika norm. Podstawowe zagadnienia wiążących wzorców zachowania (1994)
- Norma, grupa, organizacja (1997)

## Ordery i odznaczenia
- Krzyż Kawalerski Orderu Odrodzenia Polski (20 grudnia 1946)[12]
- Złoty Krzyż Zasługi (28 września 1954)[13]
- Medal 10-lecia Polski Ludowej (19 stycznia 1955)[14]